# Tarbagataï
Le Tarbagataï (en mongol, bichig : ᠲᠠᠷᠪᠠᠭᠠᠲᠠᠢ ; cyrillique : Тарвагатай, translit. : Tarvagatai), culminant à 2 992 mètres d'altitude, est une chaîne de montagnes de l'Altaï située à environ 1 000 km au nord-est d'Almaty à la frontière du Xinjiang (Chine) et du Kazakhstan-Oriental.

## Toponymie
Tarvagatai signifie les « monts des marmottes ».

## Géographie
Les monts Tarbagataï sont un massif de la Sibérie méridionale. Longs de 400 km, ils culminent à 2 992 mètres d'altitude au mont Tastaou. Ils se dressent au-dessus de la steppe kazakh à mi-distance entre l'Altaï au nord et le Xinjiang au sud. Ce massif correspond à un horst hercynien de roches de l'ère primaire.
Le Tarbatagaï domine deux plaines d'accumulation désertiques parcourues au nord par l'Irtych et au sud par le lac Alaköl.